# IC 2006
IC 2006 (również PGC 14077) – galaktyka eliptyczna (E1), znajdująca się w gwiazdozbiorze Erydanu w odległości około 65 milionów lat świetlnych od Ziemi. Została odkryta 3 października 1897 roku przez Lewisa A. Swifta. Jest członkiem Gromady w Piecu.